# جیلیونر
کریستوفر لیکاک، که بیشتر با نام هنری خود جیلیونر شناخته شده است یک دی‌جی و تهیه‌کننده موسیقی ترینیدادی است.